# Quantenschach
Quantenschach ist eine Schachvariante, die das Brettspiel durch Prinzipien aus der Quantenmechanik ergänzt. Sie wurde ursprünglich von Selim Akl, dem Leiter der Queen’s School of Computing an der kanadischen Queen’s University entwickelt.
Größere öffentliche Bekanntheit erlangte sie nach Überarbeitung durch Chris Cantwell am California Institute of Technology (Caltech). Zur Eröffnung einer Vortragsreihe über die Quantenwissenschaft, präsentierte das Institut am 26. Januar 2016 die Videoaufzeichnung einer Partie des Physikers Stephen Hawking mit dem Filmproduzenten und Schauspieler Paul Rudd.

## Geschichte
Selim Akl, der Erfinder der ersten Spielvariante, erläuterte die Vorteile und Beweggründe zur Erfindung des Spiels im Jahr 2010 in einem wissenschaftlichen Artikel mit der Wiederherstellung des Gleichgewichts beim Schachspiel zwischen Menschen und Computern. Dazu hatte er die Superposition der Quantenmechanik so auf das Schachspiel übertragen, dass es keine genau definierten Figuren mehr gab. Jede Figur war gleichzeitig König, Dame, Bauer, Turm, Springer und Läufer. Im klassischen Schachspiel erwiesen sich Computer, seit Deep Blue im Mai 1997 gegen Garri Kasparow gewonnen hatte, mit zunehmender Geschwindigkeit durch die Verarbeitung enormer Datenmengen gegenüber menschlichen Gegnern als immer deutlicher überlegen. Mehrere Studenten und Wissenschaftler der Queens University arbeiteten in der Folgezeit im Rahmen ihres Studiums an einer Umsetzung der Idee als Computerspiel.
Chris Cantwell stieß 2014 als Doktorand in Informatik bei Recherchen für sein Studienprojekt auf das Quantenschach von Selim Akl und entwickelte einen eigenen Prototyp. Sein Doktorvater brachte ihn in Kontakt zu Spiros Michalakis, der zuvor bei Google an „qCraft“ gearbeitet hatte, einer Modifikation des Computerspiels Minecraft, mit dem Ziel, es durch Quantenmechanik zu erweitern. Im darauffolgenden Jahr mit jeweils wöchentlichen Treffen mit Michalakis, entwickelte Cantwell sein Studienprojekt zu einer finalen Version weiter und er plante, das Spiel als „Quantum Chess“ bei einer Vortragsreihe zur Quantenmechanik am Caltech Anfang 2016 öffentlich vorzustellen. Den Grundgedanken der Superposition als Einflussfaktor hatte er beibehalten, aber ansonsten die Regeln des Spiels deutlich vereinfacht.
Am 26. Januar 2016 fand unter dem Motto „One Entangled Evening“ eine Wissenschaftsnacht zu Ehren von Richard Feynmans Theorie im Beckman Auditorium des Instituts statt. John Preskill von Caltech, der Nobelpreisträger David Wineland und der Entwickler Krysta Svore von Microsoft führten durch den Abend, zu dessen Höhepunkten das Video „Anyone can Quantum“ zählte, das eine Partie Quantenschach zwischen dem Physiker Stephen Hawking und dem Filmemacher und Schauspieler Paul Rudd zeigt. Paul Rudd war zu diesem Zeitpunkt durch seine Rolle bei der Verfilmung des Marvel-Comics Ant-Man gerade besonders populär. Der Film war erst wenige Monate zuvor in die Kinos gekommen. Als Erzähler begleitete das Video der Schauspieler Keanu Reeves. Seine prominente Besetzung brachte dem Video einige Aufmerksamkeit durch die Presse und nach Veröffentlichung auf der Videoplattform YouTube wurde es schon in der ersten Woche mehr als 1,6 Millionen Mal aufgerufen.
Für 2017 war das Erscheinen als kommerzielles Quantumschach-Videospiel geplant. Zur Finanzierung startete Chris Cantwell eine Kampagne über die Crowdfunding-Plattform Kickstarter.com, die bis 3. März 2016 nach Unterstützern suchte und das angestrebte Ziel von 30.000 US-Dollar erreichen und sogar leicht übertreffen konnte, sodass tatsächlich am 28. Februar 2017 ein Quantumschach-Spiel auf Steam veröffentlicht wurde.

## Regeln und Unterschiede zum klassischen Schachspiel
Die Grundregeln des Schachspiels wurden vom Entwickler des Quantenschachs übernommen. Alle Figuren ziehen normal und das Ziel ist es, den gegnerischen König Schachmatt zu setzen. Die Regeln werden aber durch einige quantenmechanische Prinzipien ergänzt:

### Quantenzüge und Superposition
Alternativ zu normalen Schachzügen können beim Quantenschach alle Figuren außer den Bauern sogenannte „Quantenzüge“ ausführen. Wenn eine Figur einen Quantenzug durchführt, gelangt sie in eine Superposition. Dies bedeutet, dass es nun zwei verschiedene aber gleich wahrscheinliche Wege gibt, mit denen das Spiel fortgesetzt werden kann:
1. Mit einer Wahrscheinlichkeit von 50 % kann die Figur bis zu zwei Züge hintereinander machen.
2. Ebenfalls mit einer Wahrscheinlichkeit von 50 % zieht die Figur gar nicht, verbleibt also auf dem Feld, auf dem sie sich vor dem Quantenzug befand.

Da sich das Prinzip der Superposition im Spiel aber an Schrödingers Katze orientiert, erfahren die Spieler nicht, welche der beiden Möglichkeiten tatsächlich eintritt. Stattdessen existiert die Figur in einer Superposition auf mehreren Feldern gleichzeitig weiter. Da nach dem Ausführen eines Quantenzuges der Standort einer bestimmten Figur nicht mehr exakt ermittelbar ist, ist es zum Beispiel auch möglich, dass Figuren durch andere Figuren, die sich in einer Superposition befinden, hindurchziehen.

### Ende der Superposition
Eine Superposition besteht so lange fort, bis eine eindeutige Bestimmung des Standortes einer Figur unumgänglich ist, da eine Partie sonst nicht eindeutig fortgeführt werden könnte. Dies kann nur erreicht werden, indem ein Feld mit zwei Figuren belegt wird (da man durch Figuren in Superposition hindurchziehen kann, ist es auch möglich auf Felder zu ziehen, auf denen sich eventuell eine andere Figur befindet). In diesem Fall wird eine Konflikt-Messung (Conflict Measurement) durchgeführt, die bestimmt, welche Figur auf dem fraglichen Feld zum Stehen kommt. Die andere Figur verschwindet vom fraglichen Feld. Hat sich diese Figur in einer Superposition befunden, wird durch die Konflikt-Messung auch entschieden, ob sie sich tatsächlich auf dem Feld befand, von dem sie verschwunden ist, oder weiterhin auf einem anderen Feld auf dem Brett existiert.
Man kann also keine Figuren mithilfe eines Quantenzuges schlagen, sondern nur eine Konflikt-Messung erzwingen.

### Besonderheiten beim Schachmatt
Anders als beim etablierten Schach ist im Quantenschach nicht nur das Schachmatt das Ziel eines jeden Spielers, sondern das Schlagen des gegnerischen Königs. Wenn ein Schachmatt vorkommen sollte, beendet es das Spiel sofort, aber das Erreichen einer Mattstellung wird dadurch erschwert, dass der gegnerische König zu 100 % mattgesetzt werden muss. Befindet sich der gegnerische König in einer Superposition, so muss zunächst sein exakter Standpunkt durch Konflikt-Messung herausgefunden werden. Eine Mattstellung wie im etablierten Schachspiel ist im Quantenschach sehr schwer und ausschließlich mit Figuren zu erreichen, die sich nicht in einer Superposition befinden. Der wesentlich einfachere Weg ist, einen Quantenzug auf das Feld, auf dem der bzw. ein gegnerischer König steht, zu ziehen und so eine Konflikt-Messung zu erzwingen. Der Sieg ist in diesem Fall aber nicht garantiert, denn eventuell kann die Figur diesen Zug nicht ausführen.